# 十一年式七糎半野戦高射砲
十一年式七糎半野戦高射砲（じゅういちねんしきななせんちはんやせんこうしゃほう）は1922年（大正11年）に制式制定された、日本陸軍が最初に量産した高射砲である。十一年式七珊（さんち）半野戦高射砲ともいう。

## 開発
第一次世界大戦の青島においての経験、また急速に発達しつつある航空機に対抗するために1920年（大正9年）に設計が開始され、実用試験などの過程を経て1922年（大正11年）に制式化された。
完成を急ぐため設計の手間を省き、可能な限り三八式野砲との共用を図った。野戦型は放列布置・撤収とも公称5分以内で可能といわれ、4トン自動貨車で牽引して機動する。野戦型の他に、固定砲床に据付ける陣地型、要塞砲として対地・対艦戦闘にも参加できるよう俯角を取れる要塞加農砲型など数種類の派生型がある。
基本的な構造は十四年式十糎高射砲にも引き継がれた。

## 運用
すでに制式制定の時点で性能的に時代遅れになっており、1928年（昭和3年）までに44門が生産されたに過ぎない。全て合わせてもわずかに10個中隊を満たすだけの数である。ただ、射撃性能こそ低かったが高射砲として必要な機能や周辺機器類は一通り揃っており、草創期の対空射撃戦術の研究運用には役立った。
八八式七糎野戦高射砲が登場すると急速に取って代わられていき、太平洋戦争時には一部の要塞備砲として残っていた以外は全て引退していた。本土決戦準備に際して一線復帰したものもあると見られるが、詳細は不明。
1933年（昭和8年）の臨時装甲列車の主砲として搭載された。